# 56-й кинофестиваль в Сан-Себастьяне
56-й кинофестиваль в Сан-Себастьяне проходил с 18 по 27 сентября 2008 года в Сан-Себастьяне (Страна Басков, Испания).

## Жюри
- Джонатан Демми, кинорежиссёр (президент жюри).
- Михаэль Балльхаус, режиссёр и оператор.
- Мартина Гусман, актриса и продюсер.
- Масато Харада, кинорежиссёр.
- Надин Лабаки, кинорежиссёр.
- Клер Пиплоу, сценарист и режиссёр.
- Леонор Уотлинг, актриса и певица.

## Фильмы фестиваля

### Официальный конкурс
- «Опустевшее гнездо», реж. Даниэль Бурман ( Аргентина,  Испания,  Франция)
- «Прекрасная смоковница», реж. Кристоф Оноре ( Франция)
- «Мечта», реж. Ким Ки Дук ( Республика Корея)
- «Выстрел в голову», реж. Хайме Росалес ( Испания)
- «Не бойся меня», реж. Кристиан Левринг ( Дания)
- «День рождения Лейлы», реж. Рашид Машарави ( Тунис,  Палестина,  Нидерланды)
- «Замёрзшая река», реж. Кортни Хант ( США)
- «Пешком-пешком», реж. Хирокадзу Корээда ( Япония)
- «Дорога», реж. Хавьер Фессер ( Испания)
- «Генуя», реж. Майкл Уинтерботтом ( Великобритания)
- «Луиза-Мишель», реж. Гюстав де Керверн, Бенуа Делепин ( Франция)
- «Мама у парикмахера», реж. Леа Пул ( Канада)
- «Ящик Пандоры», реж. Йешим Устаоглу ( Турция,  Франция,  Германия,  Бельгия)
- «Мой тюремный двор», реж. Белен Масиас ( Испания)
- «Двуногий конь», реж. Самира Махмальбаф ( Иран)

## Лауреаты

### Официальные премии
- Золотая раковина: «Ящик Пандоры», реж. Йешим Устаоглу.
- Специальный приз жюри: «Двуногий конь», реж. Самира Махмальбаф.
- Серебряная раковина лучшему режиссёру:  Майкл Уинтерботтом («Генуя»).
- Серебряная раковина лучшей актрисе: Цилла Шелтон («Ящик Пандоры»), Мелисса Лео («Замёрзшая река»).
- Серебряная раковина лучшему актёру: Оскар Мартинес («Опустевшее гнездо»).
- Приз за лучший сценарий : Гюстав де Керверн, Бенуа Делепин («Луиза-Мишель»).
- Приз жюри за лучшую операторскую работу: Уго Коласе («Опустевшее гнездо»).

### Неофициальные премии
- Награда лучшему молодому режиссёру: Цао Баопин («Равенство любви и смерти») ( Китай)
- Награда секции «Горизонты» : «Бензин», реж. Хулио Кордон Эрнандес ( Гватемала,  США,  Испания)
- Приз зрительских симпатий: «После прочтения сжечь», реж. Братья Коэн ( США,  Великобритания,  Франция)
  - За лучший европейский фильм: «Лимонное дерево», реж. Эран Риклис ( Израиль,  Германия,  Франция)
- Награда молодой аудитории: «Любящая одиночество», реж. Мартин Карранса, Виктория Гаральди ( Аргентина)
- Приз Tve Otra Mirada: «Замёрзшая река», реж. Кортни Хант ( США)

### Почётная награда — «Доностия» за вклад в кинематограф
- Мерил Стрип
- Антонио Бандерас